# Atherix dalmatica
Atherix dalmatica är en tvåvingeart som beskrevs av Szilady 1934. Atherix dalmatica ingår i släktet Atherix och familjen bäckflugor.
Artens utbredningsområde är Kroatien. Inga underarter finns listade i Catalogue of Life.